# الغارة الإسرائيلية على مستشفى شهداء الأقصى (أكتوبر 2024)
الغارة الإسرائيلية على مستشفى شهداء الأقصى وتُعرف أيضاً باسم محرقة الخيام هي مجزرة ارتكبتها طائرات الاحتلال الإسرائيلي في أولى ساعات ليلة الاثنين بتاريخ 14 أكتوبر 2024، حيث قصفت خياماً للنازحين داخل حرم مستشفى شهداء الأقصى في دير البلح بقطاع غزة. واعتباراً من 14 أكتوبر 2024، تم تأكيد استشهاد ما لا يقل عن خمسة أشخاص في الهجوم وإصابة ما لا يقل عن سبعين شخصاً بعد اندلاع حريق كبير في الخيام القريبة من موقع الهجوم. وتسبب الهجوم بإحراق مخيمات مع النازحين الموجودين فيها وهم أحياء. ونُقل خمسة وعشرون مصاباً إلى مستشفى ناصر جنوب غزة. ويعتبر هذا الهجوم السابع على المستشفى منذ مارس 2024. وفي أعقاب انتشار مقاطع فيديو تظهر أشخاصاً يحترقون أحياء في خيام قريبة، أعربت الولايات المتحدة لإسرائيل عن قلقها.
ويقدر عدد النازحين الذين يلجؤون إلى دير البلح، والتي تعتبر جزءاً من "المنطقة الإنسانية" التي فرضتها إسرائيل في قطاع غزة، بنحو مليون شخص.

## الغارة الجوية
في حوالي الساعة الواحدة صباح يوم الاثنين 14 أكتوبر 2024، شن سلاح جو الاحتلال الإسرائيلي غارة جوية على خيام تؤوي النازحين في حرم مستشفى شهداء الأقصى في دير البلح، وسط قطاع غزة. ووقعت الغارة أثناء استقبال خدمات الطوارئ للمصابين جراء القصف الإسرائيلي لمدرسة المفتي في النصيرات قبل ساعات، والذي أسفر عن استشهاد اثنين وعشرين شخصاً وإصابة ثمانين آخرين. وبحسب منسق منظمة أطباء بلا حدود في الموقع، فإن الحريق دمر مبانيا تؤوي سبعة وثلاثين أسرة. وتسبب الإضراب في انفجار أسطوانات الغاز المستخدمة في طهي الطعام لدى العائلات، مما أدى إلى تأجيج اشتعال النيران. وأضاف أربعة خبراء في الذخائر قاموا بمراجعة مقاطع للحريق أن بعض الانفجارات الثانوية ربما كانت ناجمة عن ذخيرة أسلحة صغيرة، لكنهم حذروا من صعوبة تحديد التوازن الدقيق دون الوصول إلى الموقع. وأظهرت اللقطات الخيام مشتعلة بالنيران بينما كان الناس يحاولون إطفاء النيران.
وزعمت إسرائيل أن الغارة استهدفت مركز قيادة لحركة حماس في ساحة انتظار السيارات، دون تقديم أدلة. وذكرت منظمة أطباء بلا حدود، التي يعمل طاقمها في مستشفى شهداء الأقصى، أنها "ليست على علم" بمركز قيادة تابع لحماس وأن "المستشفى يعمل كمستشفى".

## ضحايا المحرقة
قال رئيس قسم الطوارئ بالمستشفى أن العديد من ضحايا المحرقة كانوا من النساء والأطفال، وقال موظفو المستشفى أن المستشفى نفسه لم يتضرر من القصف، لكنهم اضطروا لعلاج المرضى على الأرض بسبب نقص الأسرة، وكان معظم الناجين من المحرقة يعانون من حروق بالغة من الدرجة الثانية والثالثة، وقال أحد العاملين في المجال الطبي أن من لم يمت في المحرقة ونجى سيموت في النهاية نتيجة الحروق الجسيمة.
وقد أظهر مقاطع متداولة مشاهد قاسية لاحتراق نازحين وهم أحياء بسبب قصف الاحتلال الإسرائيلي لخيامهم في حرم مستشفى شهداء الأقصى، حيث تسببت الغارات باندلاع حريق امتد على نحو ثلاثين خيمة، وقد ذكر شهود عيان أن النيران ظلت مشتعلة بالنازحين وخيامهم ما لا يقل عن خمسة وأربعين دقيقة قبل أن تنجح طواقم الدفاع المدني في السيطرة عليها. وقد أظهرت هذه المقاطع أللسنة اللهب وهي تلتهم الخيام مع النازحين الموجودين فيها، وسُمِعت صرخات وعويل النازحين. وفي أحد المقاطع شوهد رجل فلسطيني كان متصلاً بجهاز تقطير وريدي، وهو يحترق حيًّا، وشوهدت أيضاً امرأة وفتاة صغيرة في نفس المقطع. وقد أظهرت أحد المقاطع مشاهداً قاسيةً لشابٍّ فلسطينيٍّ يُدعى شعبان الدلو الذي يبلغ من العمر 19 عاماً، حيث أظهرته المقاطع وهو يحترق حيًّا داخل خيمته في حرم مستشفى شهداء الأقصى، وكان يصرخ أمام أنظار الجميع لكن لم يستطع أحد الإقتراب منه وإنقاذه بسبب النيران الشديدة، وبقي يحترق حتى استشهد، واستشهدت والدته آلاء في ذات المحرقة. وفي شهادة لأحمد الدلو والد شعبان الدلو على تفاصيل المحرقة، قال: “كنا نجلس معا حين سقطت علينا كرة من النار. فقدت عقلي حين رأيت أطفالي يحترقون. شعبان وزوجتي كانا في وسط النيران، وابنتاي وابناي الآن في العناية المركزة”، وقد كان أحمد تحرَّك لإنقاذ عائلته من النيران، تمكَّن من إنقاذ ابنه عبد الرحمن وابنته رهف، في حين تمكَّنت ابنته الكبرى من الهرب وهي تحترق، وأكمل أحمد قائلاً: “نظرت إلى شعبان وفكرت أنه ربما يستطيع النجاة بنفسه، فركزت على إنقاذ إخوته الصغار”، ولكن شعبان لم يتمكَّن من النجاة بنفسه واستشهد حرقاً.